# Teleonemia funerea
Teleonemia funerea är en insektsart som beskrevs av Costa 1864. Teleonemia funerea ingår i släktet Teleonemia och familjen nätskinnbaggar. Inga underarter finns listade i Catalogue of Life.